# Daedalean Complex
Pour les articles homonymes, voir Dédale (homonymie).
Daedalean Complex est un groupe canadien de metal gothique, originaire de Québec, au Québec. Pionnier de son style musical au sein de la scène locale, le groupe mêle metal gothique et metal industriel. Le groupe est formé en 2007 et la symbolique du nom est dérivée d'une légende grecque (voir Dédale pour plus d'explications) avec une adaptation contemporaine.

## Biographie

### Débuts (2007-2011)
Le groupe est formé en 2007 par Daedalus et John DC, sous la forme d'un projet studio. Afin de propulser le projet au rang de groupe à part entière, ils décident alors de recruter des musiciens et de fonder un véritable groupe de musique. Ils recrutent RiXx - guitare basse (Never More than Less), Ralph DC - percussions (Abjury) et Herr Nox - voix. L'album éponyme (enregistré à Nokturn Studio) et les premiers spectacles débutent en 2008 au sein de la scène locale de la ville de Québec. Une émission complète sur le Canal Vox, ainsi qu'une entrevue sur le groupe, est diffusée sur la télévision nationale, ce qui permet au groupe d'acquérir une notoriété significative sur la scène locale comme étant un groupe unique en son genre.
Au printemps 2010, le groupe participe au Budweiser 2nd Skin Rock Contest de la ville de Québec. Le groupe remporte la palme du premier groupe de metal (parmi les finalistes). La visibilité obtenue via ce concours propulse le groupe, qui est diffusé sur plusieurs radios locales et européennes. Par la suite, Daedalean Complex se lance durant l'été 2010 dans une tournée canadienne dont plusieurs dates sont partagées avec le groupe Mary and the Black Lamb (notamment au Québec et en Ontario). Le groupe lance son deuxième album en septembre 2011 ainsi que son premier vidéoclip sur la pièce Sacred Desire.

### The Rise of Icarus(depuis 2012)
Le groupe donne un dernier concert avec la formation de l'album A Rose for the Dead en septembre 2012 pour souligner le départ du chanteur présent depuis le tout début de la formation, Herr Nox. Le groupe continue toutefois sa carrière et effectue une entente avec Itchy Metal qui augmente considérablement le réseau de distribution du groupe. Daedalean Complex commence l'enregistrement en studio de son troisième album, The Rise of Icarus, à l'automne 2013. Ce nouvel opus inclut les nouveaux membres ainsi que Lindsay Schoolcraft (également membre de Cradle of Filth) qui a aussi chanté sur A Rose for the Dead, et la conception visuelle est réalisée par Drake Mefestta.

## Influences
Daedalean Complex produit une musique influencée à la fois par l'électronique, le classique et le métal. Les influences majeures de la formation sont Marilyn Manson, Cradle of Filth, Dimmu Borgir, Deathstars et Wumpscut. Le matériel du groupe demeure toutefois simple et accrocheur en étant sombre et lourd (guitare et basse accordées en La - 4 tons en dessous du standard).

## Membres

### Membres actuels
- Daedalus - chant, piano, orchestration
- SineHertz - guitare, chant
- Doom6 – guitare
- Cipher – basse
- Idrys – percussions
- Lindsay - chant

### Anciens membres
- Herr Nox – chant (2007-2012)
- John DC – guitare (2007–2009)
- RiXx – basse (2007–2008)
- Ralph DC – percussions (2007–2008)
- Luc Gaulin – percussions (2008–2009)
- Seigneur – basse (2009)
- Wax – guitare (2009)
- Mr. RX – percussions (2009)
- Atah'Khan – guitare (2009-2012)
- M.A.D. – basse (2009-2012)

## Discographie

### Albums studio
- 2008 : Daedalean Complex[8]
- 2011 : A rose for the Dead[1]
- 2013 : The Rise of Icarus

### Vidéos
- LéZarts studios, diffusion de Daedalean Complex live (2009)
- Sacred Desire (2011)
- Documentaire - enregistrement de « A Rose for the Dead » (2011)
- Echoes of Your Voice (2013)